# معصريتي
معصريتي هي قرية لبنانية من قرى قضاء عاليه في محافظة جبل لبنان.